# BH航空
BH航空是保加利亞的一家航空公司，總部位於索菲亞。BH航空開設有飛往英國、斯堪迪納維亞、德國、意大利、瑞士和其他歐洲國家的包機航班，並還有前往非洲、亞洲、中東的航線。BH航空主要使用索菲亞機場，並且也使用布爾加斯機場、瓦爾納機場、普羅夫迪夫機場。

## 機隊
截至2017年2月，BH航空的機隊如下：
| 機型            | 數量 | 訂單 | 載客量 | 載客量 | 載客量 | 備註          |
| 機型            | 數量 | 訂單 | C      | Y      | 總數   | 備註          |
| --------------- | ---- | ---- | ------ | ------ | ------ | ------------- |
| Airbus A320-200 | 3    | —    | —      | 180    | 180    | LZ-BHH Stored |
| 總數            | 3    | —    |        |        |        |               |

### 退役機隊
- Airbus A319-100
- Airbus A330-200[7]
- Tupolev Tu-154M
- Airbus A321

## 外部連結
维基共享资源上的相關多媒體資源：BH航空
- Official website（页面存档备份，存于）